# Værftbiller
Værftbiller (Lymexylidae) er en familie af biller. De er 7-18 mm lange. Familien indeholder 37 arter i 7 slægter og er det eneste medlem af overfamilien Lymexyloidea. To af disse arter findes i Danmark, nemlig almindelig værftbille (Elateroides dermestoides) og den sjældne egeværftbille (Lymexylon navale).

## Beskrivelse
De fuldt udviklede biller har en aflang kropsform, korte antenner og bløde dækvinger. Mange arter udviser kønsdimorfi, det vil sige, at hanner og hunner har forskelligt udseende. Hannerne er også kendetegnet ved tilstedeværelsen af et specielt buskformet vedhæng på palperne. Som larver lever værftbiller i tunneler under barken af døde eller døende træer, hvor de lever af svampemycelium.

## Habitat og adfærd
Værftbiller fra slægterne Lymexylon, Elateroides og Melittomma er skadedyr på skovtræer såsom kastanje, poppel og eg, og  findes i hele verden. Nogle arter er parasitære og forårsager skader på levende træer og beskadiger træstrukturer såsom huse og skibe. Træboreaktiviteter forekommer primært i larvestadiet, hvor larverne skader både splintved og kerneved. Larverne af værftbiller lever i træ, hvor de dyrker mikroskopiske svampe af slægten Alloascoidea, som de lever i symbiose med. En svamp der har en sådan symbiotisk funktion kaldes en symbiont. 

## Klassifikation
- Atractocerus
- Australymexylon
- Elateroides (dansk art: Almindelig værftbille,  Elateroides dermestoides)[1]
- Lymexylon (dansk art: Egeværftbille, Lymexylon navale)[2]
- Melittomma
- Melittommopsis
- Promelittomma